# Burgwedel
Burgwedel este un oraș din landul Saxonia Inferioară, Germania.

## Personalități marcante
- Bettina Zimmermann, actriță